# Nering Bögel

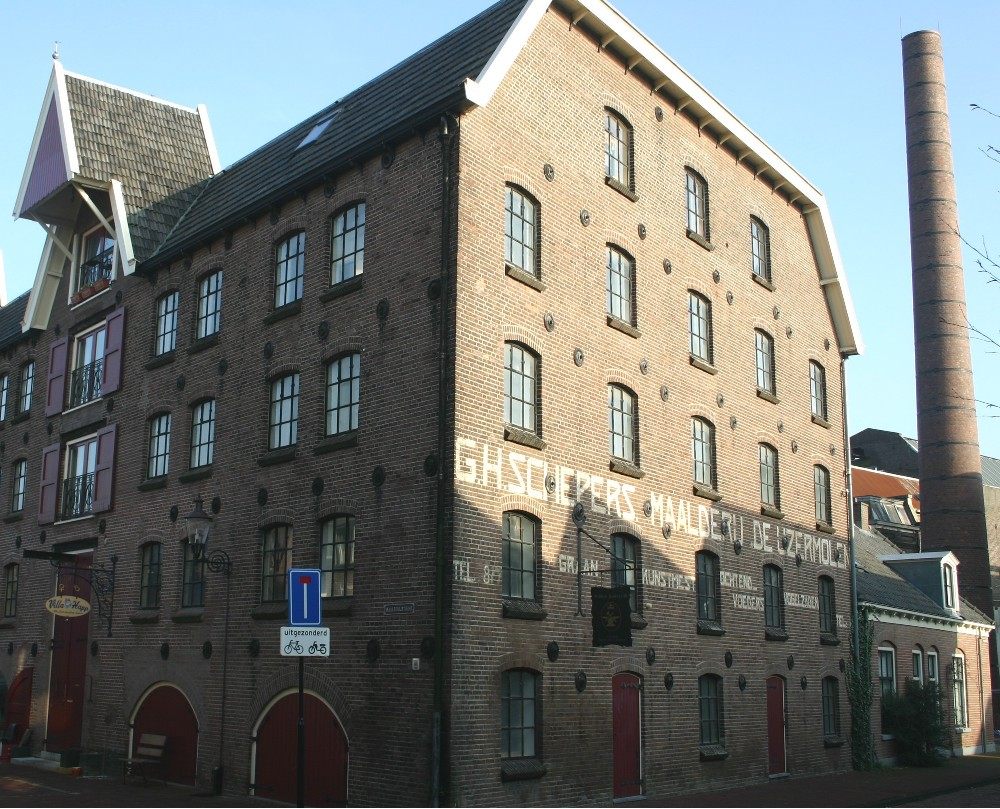
Gebouw -nu rijksmonument- van oerijzergieterij Nering Bögel te Deventer. Op de gevel staat nog 'ijzermolen' te lezen. Nadat de gieterij in 1932 failliet ging, werd het gebouw als opslagplaats voor graan, zaden en kunstmest gebruikt.

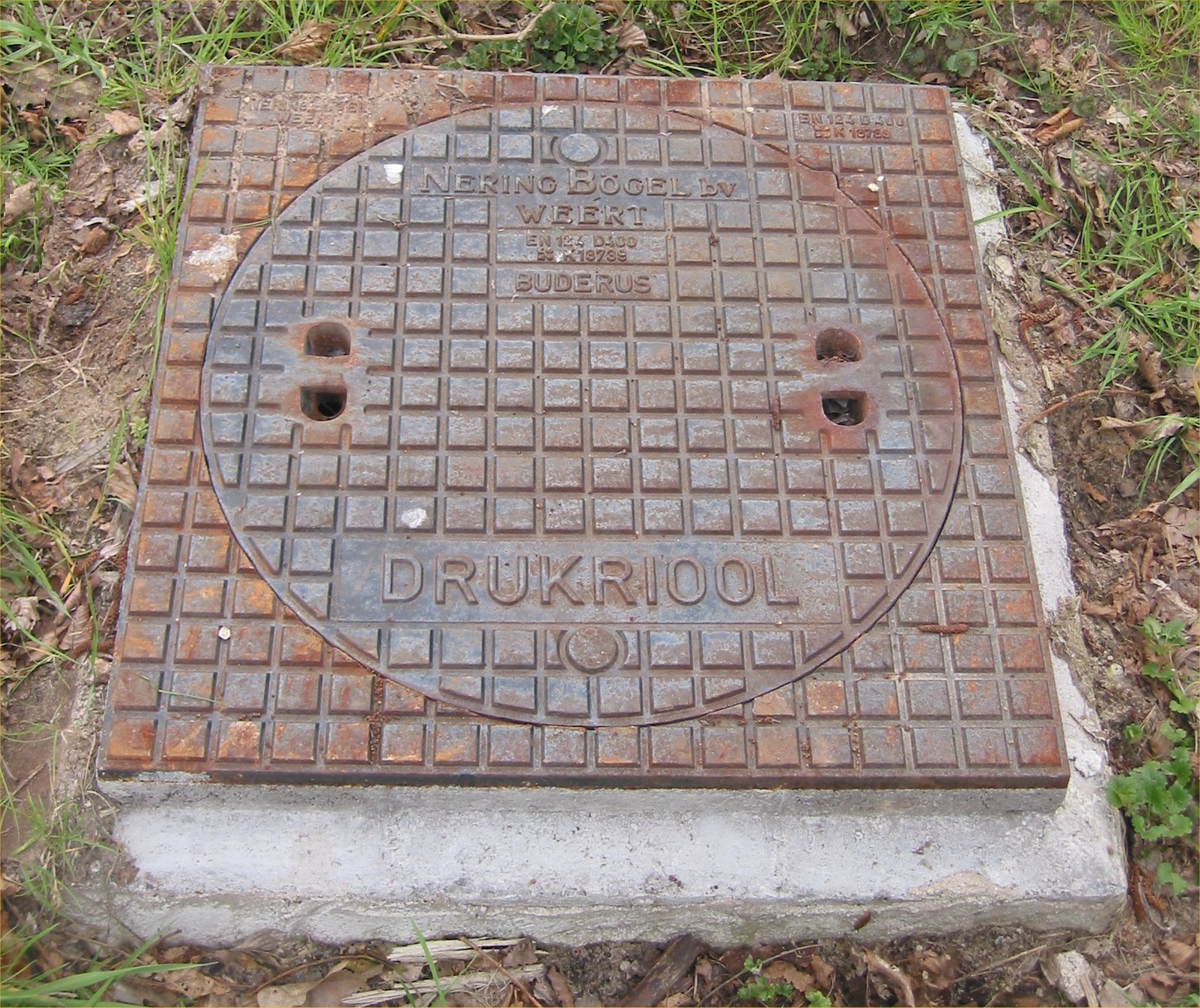
Putdeksel van Nering Bögel

Onder de firma- en familienaam Nering Bögel opereerde een sinds 1756 bestaande ijzergieterij - circa 1840 tevens machinefabriek - van 1849 tot 1932 in Deventer. Na het faillissement van het productiebedrijf in 1932 ging een handelsfirma in gietijzeren artikelen onder dezelfde naam verder, oorspronkelijk in Wassenaar en vanaf 1955 in Weert. Ondanks enkele naamsveranderingen stond het bedrijf in de volksmond bekend als ‘Nering Bögel’, een naam die bij het publiek vooral bekend is vanwege de opschriften op putdeksels.

## Onderneming
De oorsprong van het bedrijf ligt in 1756 toen Hendrik Lindeman in Deventer een ijzermolen voor de verwerking van ijzeroer oprichtte. Deze werd na diverse malen van eigenaar verwisseld te zijn in 1825 verkocht aan H. Nederburgh en zijn schoonzoon Johan Laurents Nering Bögel (1795-1865) die de zaak uitbreidden en moderniseerden onder de firmanaam Nederburgh, Nering Bögel en Comp.. In 1849 bracht Johan Laurents het bedrijf met zijn twee oudste zonen Johann Frederik en William Laurens onder in de Firma J.L. Nering Bögel & Comp. In 1902 werd het bedrijf omgezet in een naamloze vennootschap met als naam Deventer IJzergieterij en Machinefabriek voorheen J.L. Nering Bögel en Co. In 1912 kwam een grote uitbreiding van ruim 6000 m² tot stand, voor het overgrote deel een nieuwe gieterij naast een kantoorgebouw, krachtcentrale en proefstand. Het bedrijf was nu ingericht voor massagietwerk zoals klemstoelen voor de spoorwegen. In de jaren twintig kwamen er ook van buiten de familie personen in de bedrijfsleiding.
Door diverse oorzaken, verergerd door de crisis ging de onderneming in 1932 failliet. De laatste directeur J.A.C. Nering Bögel (1883-1964) liet de naam voortbestaan via een handelskantoor in Wassenaar, dat gietstukken elders liet produceren. In 1950 verkocht hij zijn bedrijf aan ijzergieterij De Globe, in 1959 werd het kantoor van de handelmaatschappij naar  Weert verplaatst waar De Globe ook met een productievestiging startte. Vanaf 1965 was Nering Bögel NV, later Nering Bögel BV eigendom van diverse investeerders en enige tijd gelieerd aan Buderus. In 2006 werd het overgenomen door algemeen directeur Richard Janssen (vanaf 1995 in dienst). In het Worpplantsoen in Deventer is de Nering Bögel Muziekkoepel gebouwd als ode aan de Deventenaren die generaties lang (1756 tot 1932) in deze gieterij gewerkt hebben.

## Bedrijf

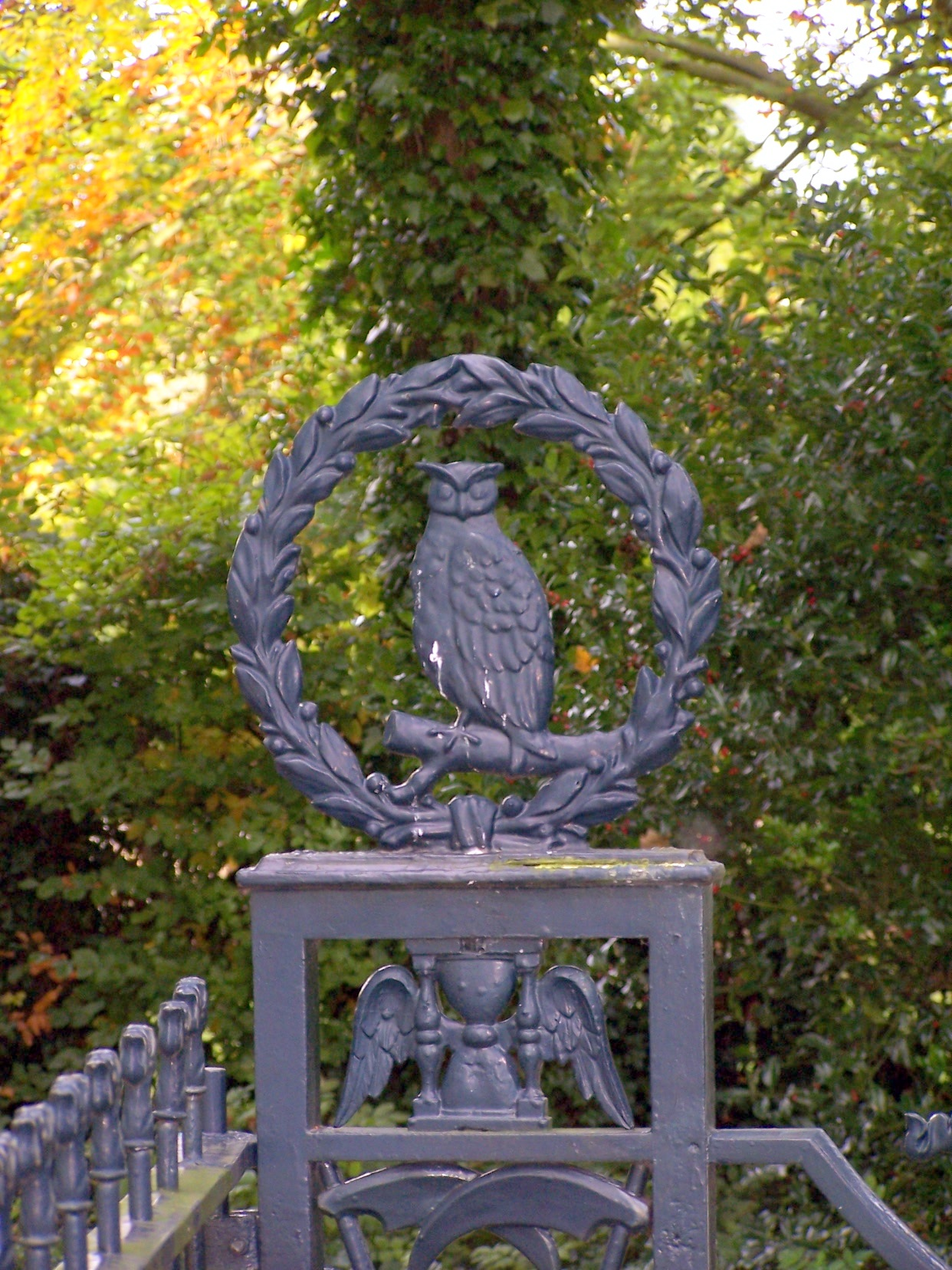
Detail toegangshek Noorderbegraafplaats (Assen) (1859)

Nering Bögel exploiteerde oorspronkelijk een hoogoven tevens gieterij. In 1831 ging het bedrijf, als eerste in Nederland, over tot de plaatsing van koepelovens, waar ijzer als halffabricaat omgesmolten werd tot eindproduct. In dezelfde periode ontstond een machinefabriek: 1837 de eerste stoomketel, in 1840 de eerste stoommachine. In 1870 werd de hoogoven opgeheven. De onderneming groeide uit tot de grootste gieterij in Nederland met op het hoogtepunt meer dan duizend werknemers. Het bedrijf had grote klanten als de Nederlandse Spoorwegen en de Nederlands-Indische Spoorweg Maatschappij. Nering Bögel paste al vroeg stoomkracht toe, in 1831 werd de eerste stoominstallatie geplaatst. In 1853 ontwierp en bouwde Nering Bögel een van de eerste stoommachines met oscillerende cilinder (30 pk) in Nederland.

## Producten
Naast het algemene gietwerk dat ijzergieterijen vanouds produceerden maakte Nering Bögel onder meer brievenbussen, hekken, lantaarnpalen, grafmonumenten, fonteinen. Verder was zij in Nederland de belangrijkste leverancier van gietijzeren vuurtorens: in Nederland die van Ouddorp, Ameland, Westkapelle Laag en Scheveningen en in Nederlands Indië die te Edam, Mendanau en West-Bangka. Ook de pilaren in Het Concertgebouw in Amsterdam zijn van dit bedrijf afkomstig. Na de overname in 1825 ging men actief op zoek naar nieuwe producten. Zo ontstonden huismunten voor de Maatschappij van Weldadigheid in Ommerschans (die echter te breekbaar en te zwaar bleken), brandspuitpenningen voor de stad Deventer en zelfs gietijzeren dakpannen. De machinefabriek vervaardigde onder meer naast stoomketels en stoommachines locomotieven, wielen, walsen, motoren, pompen, cilinders, overkappingen en machinerieën voor suikerfabrieken en voor papier- en strokartonfabrieken (strokokers was een unieke specialiteit). De latere voortzetting als  handelsfirma gespecialiseerd in straatriolering en afdekkingen is de basis voor het huidige Nering Bögel in Weert, marktleider in straatriolering in Nederland.

## Overig
Een Duitse tak van de familie voerde drie generaties lang de directie over de Duitse ijzergieterij Isselbürger Hütte in Isselburg in de deelstaat Noordrijn-Westfalen. 
Sinds 2008 sponsort Nering Bögel een amateur-wielerploeg.